# Michael Chertoff
Michael Chertoff (ur. 28 listopada 1953 w Elizabeth) – amerykański polityk, prawnik, jeden z autorów ustawy antyterrorystycznej Patriot Act, uważanej w Stanach Zjednoczonych za kontrowersyjną. 15 lutego 2005 zastąpił Toma Ridge'a na stanowisku sekretarza bezpieczeństwa krajowego, wcześniej pełnił funkcję prokuratora federalnego dystryktu New Jersey, którą sprawował w latach 1990–1994.